# Plaza Uruguaya
La plaza Uruguaya es un espacio público situado en el microcentro de la capital Asunción, Paraguay. Es una de las principales plazas del municipio. La historia del predio actual de la plaza está ligada a acontecimientos históricos importantes para la identidad tanto comunal como nacional, convirtiéndose en un punto de encuentro y referencia importante para las manifestaciones por grupos sociales y culturales.
Se encuentra ubicado al este de la Plaza de los Héroes, que en el pasado fue el sitio de un convento y fue renombrada en homenaje al gobierno uruguayo cuando devolvió las banderas paraguayas capturadas en la Guerra de la Triple Alianza.